# ルドルフ・レーマン (機械工学技師)

ルドルフ・レーマン

ヘニング・ルドルフ・フェルディナント・レーマン（Henning Rudolph Ferdinand Lehmann、1842年10月15日 - 1914年2月4日）は、ドイツの造船技術者、機械工学技師。オルデンブルク大公国・オルデンブルク出身。兄に武器商人のカール・レーマン。独逸学協会名誉会員。

## 人物
オルデンブルクで高等司法顧問官を務めたアレクサンダー・アドルフ・レーマンの四男として生まれる。カールスルーエ工科大学の土木工学科で川海工業と土木工学を専攻。ロッテルダム造船所に就職。
1869年（明治2年）、兄・カールの経営するレーマン・ハルトマン社の相談役として訪日。大阪、川口の居留地で蒸気船建造の指揮に当たった。
1870年（明治3年）11月8日、ルドルフは京都府が角倉邸に新設した学校である「角倉洋学所」にドイツ語教師ならびに建築技師として招かれた。当時の大参事・槇村正直が、京都府顧問を務めていた蘭学者・山本覚馬などの策を採用し、外国人教師を迎えて語学教育を行うことを決定したためである。角倉洋学所は翌年3月に移転し「欧学舎」となり独逸学校を開き、4月27日には英語学校、10月20日には仏語学校を開校した。1873年（明治6年）5月、独逸学校に医学予備科が設置され、医学志望者にドイツ語を教えることとなり、さらに6月、欧学舎は二条城の北に新築され「欧学舎独逸学校」に改称。ルドルフは1872年・1873年に和訳独逸語辞書をそれぞれ2冊ずつ出版し、1877年（明治10年）には『和独対訳字林』を校訂、日本で初めての和独辞典とされている。独逸学校は1879年（明治12年）5月に京都医学校（後の京都府立医科大学）に合併され廃止となった。
1882年（明治15年）、東京に移住。その後は東京外国語学校や東京大学予備門で教壇に立ち、退職後は日独貿易に従事。
彼の門人数人が1884年（明治17年）に設立した京都私立独逸学校が私立京都薬学校、京都薬学専門学校を経て京都薬科大学の前身となった。
1885年には東京に呼び寄せられたドイツとスイスのプロテスタント宣教師らの会合にも出席しており、ヘルマン・ムテジウス設計で1897年に完成した麹町の教会や、その後の財団法人東郷坂教会の設置のきっかけへの関連が窺える。
日本人女性との間に6人の子どもを儲けた。
1914年（大正3年）東京にて71歳で死去。墓地は雑司ヶ谷霊園にあり、2004年からは遺族の同意のもと京都薬科大学が管理している。